# Diadelia obliquevittata
Diadelia obliquevittata là một loài bọ cánh cứng trong họ Cerambycidae.